# 清野謙次
清野 謙次（きよの けんじ、1885年8月14日 - 1955年12月27日）は、日本の医学者、人類学者、考古学者、考古学・民俗学資料の収集家。生体染色法の応用で組織球性細胞系を発見したことで知られる。

## 来歴・人物
1885年、岡山県医学校長兼病院長の清野勇の長男として生まれる。父の勇は東京帝国大学医学部第一期卒業生で、のちに大阪医学校の校長・病院長も務め、臨床医学の大家として知られ財を成した。祖父の清野一学は沼津藩医。謙次は北野中学、第六高等学校 (旧制)を経て、考古学の道を希望したが父親が許さず京大医学部へ進学。
1909年、京都帝国大学医学部を卒業。藤浪鑑の病理学教室へ助手として入り、生体染色の研究を始める。外科の鳥潟隆三、生理学の加藤元一（のち慶應大学移籍）と並び、「京大の三秀才」と言われた。
1912年～1914年、ドイツのフライブルク大学に留学し、ルードウィッヒ・アショフ (de:Ludwig Aschoff) 教授の下で生体染色の研究を続行。1914年組織球性細胞を発見。1914年の復活祭の日に、それをhistiocyteと命名することをアショフ教授に許され、世界の病理学者の仲間入りをする。帰国後、京大講師となる。
1916年、京都帝国大学医学部助教授となる。医学博士の学位を受ける。
1917年、ドイツ、フランスへ留学。
1918年から1919年に行われた国府遺跡の発掘に参加し、考古学熱が再燃。この頃より日本全土にわたり石器時代人骨の発掘・収集につとめ、さらに樺太のアイヌ人墓地から数多くの人骨を発掘・収集した（アイヌ墓地盗掘は、清野以前にも1865年にイギリス人学者が、1888年に小金井良精が行なっている）。各地から千余体の遺骨を集め、父親が建てた自邸である京都市田中関田町の広大な洋館にそれらを保管し、夫婦は1200坪ある敷地内に小さな日本家屋を建て、そこで暮らした。
1921年、京大医学部教授となり、微生物教室を担当。視察のため渡欧。
1922年、生体染色の研究に対して帝国学士院賞を受賞。
1924年、病理学教室を兼任。アイヌ人と縄紋人とは骨が異なることを指摘し、アイヌ人とは異なる均一人種が日本にいたとし、これを「日本原人」と呼び、『日本原人論』を出版し、東大の小金井良精考古学教授の縄紋人アイヌ説に反論。
1926年、「津雲石器時代人はアイヌ人なりや」という論説を発表。原日本人論争において以後主流の説を確立するまでに至る。
1926年、藤浪鑑の後継者として京大病理学教室の専任教授となり、2年前に放火により焼失した病理学教室の研究資料の再収集に当たる。その際、予算申請書の金額の末尾に全項目0を一つ書き加えて申請し、文部省がそのまま予算を執行したため、余るほどの金額を獲得した。
1938年、生体染色の研究総括をドイツ語論文として刊行し、世界の研究所と研究者約1000名に対し頒布。京大文学部考古学の授業を担当。書生らの面倒見もよく、教室の研究生を博士にすることでは京大一だった。
同年、後述する窃盗事件（清野事件）を起こし、有罪判決を受け、京大教授を免ぜられる。

### 免職後
上京して目黒不動尊近くの邸宅で暮らし、太平洋協会の嘱託となり、大東亜共栄圏建設に人類学者として参加。大東亜共栄圏建設における国民のイデオロギー的統一を積極的に企てた。また、京都大学での愛弟子にあたる石井四郎が部隊長だった満州731部隊に対しては病理解剖の最高顧問を務め、人材確保・指導などに「異常なまでにてこ入れした」とされる。
戦災で目黒の自邸が全焼し、茨城県の木原村(現･美浦村)に疎開し、6-7年隠棲する。
1943年には、京大助手時代の恩師・足立文太郎がかつて手掛けた石田三成の遺骨調査を引き継ぎ、その研究成果をもとに『日本人種論変遷史』（1944）、『日本民族生成論』（1946）、『古代人骨の研究に基づく日本人種論』（1949）を出版した。

### 戦後
戦後、アメリカとの密約に基づき戦犯追及を逃れ、依然として医学と考古学の分野で影響力を残し、厚生科学研究所長や東京医科大学教授を歴任。
戦時中から著していた3部作『古代人骨の研究に基づく日本人種論』（1949・岩波書店）『日本考古学・人類学史』(1955年・岩波書店)『日本貝塚の研究』(1969年・岩波書店)をまとめ、戦後に刊行した。
収集した大量の考古学・人類学関連資料を整理し、1953年ごろ、目黒の焼け跡に洋館を新築して移り住んだが、1955年12月27日に心臓麻痺で急逝した。死後、自宅に残っていた一般蔵書数千冊が入札売り立てされ、その総額は当時の金額で500万円に上ったという。

## 原日本人論争をめぐって

### 「津雲石器時代人はアイヌ人なりや」論説発表
1926年当時、日本旧石器時代人の論争は小金井良精のアイヌ説にまとまりつつあった。彼は1919年から翌年にかけて、岡山県津雲遺跡で縄文人骨46体を発掘したのを皮切りに、きわめて精密な計画のもとに異常な速さで日本各地の古人骨を入手していく。そして、1926年「津雲石器時代人はアイヌ人なりや」という論説を発表する。その論説は、彼が収集した日本各地の古人骨を使って人骨の各部位の長さの比率などを測定したもので、「現在の日本人とアイヌ人は、津雲人と比較するとずっと似ている」と主張した。
彼は「感情を入れる余地をなくする為には研究の結果を正確科学の趣旨に基づいて数学的に取り扱うのが宜しい」といい、津雲人、アイヌ人および現代日本人相互の三角関係を求める。すなわち、三者の人骨を計測しモリソン・マルチン氏変差図を作成すると「津雲人は幾分アイヌ人に類似している。そしてアイヌ・畿内人間の距離は殆どアイヌ人・津雲人間の距離と等しい」「元来アイヌ人といい、日本人というのは、今日の体質の人民に対する名称である。日本石器時代人民がこの両者に血を分けたけれども、日本石器時代人民と同体質のものは既に地上に存在せぬ」と主張した。つづいて翌月発表の論文ではハインリッヒ＝ミュンターの論文を読み、ポニアトウスキー氏型差公式によるのがもっとも正確であると判断して、三角関係図を作成し、やはり「日本人とアイヌ人は、アイヌ人と津雲人よりもずっと似ている。津雲人は現代の両人種よりもずっと異なっている」ことを確認する。その理由として「現代アイヌ人も現代日本人も元々日本原人なるものがあり、それが進化して、南北における隣接人種との混血によって成ったものだ」としている。
当時日本旧石器時代人の論争で有力だった小金井のアイヌ説を真っ向から否定した清野説は多くの学者に歓迎された。これは時局的に微妙な原日本人論争を避けることができるためとも言われる。実際、清野の論文の後は、学者らは原日本人のことを論文に「書かなくなった」。以降清野説はDNA分析が主流になるまで原日本人論争の主流となった。
アイヌ説の小金井良精は「北方において、いかなる種族と混血して、現今のごときアイヌができたのか、全く不明」であるとの批判をもっていたが、それを公にすることもなく、自説を守り通した。東京大学人類学教室の大島（須田）昭義は清野の研究は「文化をもって石器時代人種を論じ来た者への頂門の一針」であると受け取った。東大人類学教室の中谷治宇二郎は「自分は先史考古学の研究を企てている者の一人であるから、人種論は分からない。また、急いで分かる必要もないと思っている」という。これまでの先住民論争は「常に考古学的、歴史的、民族的な立場」に基づいて行われていた。旧来の方法を捨てて「説は一々の科学的考察の元に到達されたもので、少しの予断も許さない以上、当然の帰結である。清野博士の獲得されたものは学説ではなく事実である」とまで極言した。
明治・大正期に人種論にとりくんでいた形質人類学者は小金井一人であるといっても過言ではなかったし、既に70歳に近い高齢の小金井から次の世代への交代時期が来ていた。したがって、ほぼ同時期に活動を始めた清野謙次と長谷部言人がともにアイヌ説を継承しなかったことは、決定的な意味を持っていた。

### その後
清野は次のように表現している。「この意味において日本島は人類生息以来日本人の故郷である…断じてアイヌの母地を占領して居住したものではない」「我らの先祖は気宇広大でよく他人種をいれて自己の種族に同化したのであった」。
しかし、清野はこの直後から論調を転換。人種的混合を完全否定し、人類が発祥してすぐに「日本人」は「日本」の地を占拠し以後連綿と現在まで続いていると主張するようになる。清野は『日本民族生成論』において「皇国のありがたさ」「日本民族の独自性ある生い立ち」を「数理」から立証した自説を読んで「日本国民としての自覚を増していただきたいため」にこの本を書いたとのべている。

### 評価
彼の論文は学者らに歓迎されたが、「日本原人」とどのような人種が混じり、現在の日本人やアイヌ人になったのか明確にはされていなかった。また、坪井正五郎が原日本人論争においてアイヌ人の伝承であるコロボックルを利用していることを批判。清野が古事記や日本書紀の伝承的内容である長脛彦に言及し、発掘された長身人骨と関連づけ自説の補強としている点を批判する人もいた。
清野は大阪府の遺跡に長身人骨2例 (169.8cm, 166.3cm) があることに気づき「長身の混血が起こりつつあった」と考える。そこから連想したことは、日本書紀の神武天皇にみえる「神武天皇の御東征に際してながすね彦なるものの徒が河内大和の国境に拠って官軍を拒み頑強に抗戦した記事」であった。清野は単純にこの記事を史実とみなして人骨と結びつけ、さらに「国府に見るよりも更に多数の長身人の混入ありし村が大和地方（添下郡登弥(とみ)神社所在）にあったらしく推測される」とまで発言している。その理由は古事記に「登美能那賀須泥昆古（とみのながすねびこ）」があるからであってとし、清野はその考証に3ページを費やし「日本石器時代に於ける混血問題」の主要な柱としている。清野は自己の「日本石器時代人」説を構築する際に、文献の記載との混用を拒否したのだが、記紀だけは別格であった。
岡正雄は清野以前の研究を非難する際に「記紀その他の古典中に、何か文化物や文化自称の片々を発見して、何らの反省も疑問もなく、直ちに人種問題までもこの事実に拠って診断して顧みない例は、新見地と称する学説や著書にもこれを見るのである」と言っている。

## 清野事件
清野は、幼少の頃から考古学を趣味にしており、仕事の傍ら古人骨・古文書・民俗学資料などの収集に情熱を傾けていた。収集するだけでなく古典の筆写も趣味とし、万葉、風土記など日本のものから、孝経、孟子、敦煌写本など中国の古典に至るまで相当数を書写し、それらをみな裝本し、交遊のあった名家に揮毫を求めて鑑賞を楽しんでいた。
清野は「誠に奇妙なる精神状態」のもと収集癖が高じ、京都の古寺から教典や古文書を盗んだ事件が発覚する。清野はその地位もあって京都の寺院に自由に出入りして経典を閲覧していたが、1938年（昭和13年）6月30日、疑いを持った神護寺側の通報から、帰宅途上刑事に尋問され、カバンの中から経典数十点が見つかり窃盗が発覚。教室と自宅からも京都市内の22寺社の経典630巻、さらに教授室から1360点の無断帯出が発見された。なかにはすでに表具され、所蔵寺不明となったものもあった。
清野は逮捕され、控訴審で懲役2年執行猶予5年の有罪判決を受ける。このため清野は京大を免職になったばかりか、濱田耕作京大総長も辞意を表明した。大学は逮捕後直ちに清野を休職処分とし、7月10日から半年間京都刑務所に収監されている間に、人類学での友人でもあった総長濱田の辞職表明、総長選挙途中での文部省の選挙の中止命令、総長選挙取りやめ、その1週間後の7月25日の心労による濱田の急死に至り、京大開学以来のスキャンダル事件に発展、清野は翌1939年（昭和14年）8月1日付をもって辞職となった。また、正四位返上を命じられた。

## 清野コレクション
彼の収集した資料は「清野謙次コレクション」として今なお展覧会が開かれる。京大在職中は、田中関田町の自邸の洋館に鉄筋コンクリート造り2階建ての書庫を付設し、1階に和書、２階に洋書を所蔵し、京大敷地内にも自費で病理学教室の別棟を建てて大学に寄贈し、蔵書などを所蔵した。上京後に日本の考古学・人類学に関する古書収集を精力的に始め、目黒の自邸に防災用地下室を設けて所蔵、戦災で自邸が全焼した際も資料の焼失を免れた。それらをもとにまとめた『日本考古学・人類学史』などを戦後上梓し、収集した考古学・人類学関係の資料の整理を始め、洋書は東大、南山大学へ譲渡し、物品資料は天理教管長の中山正善へ引き渡し、写本・版本類は天理図書館へ売却した。
日本各地の遺蹟から出土した人骨は京都大學自然人類学研究室に、考古・民俗資料は生前に天理大学附属天理考古館に納められ、没後に大阪府立近つ飛鳥博物館や埼玉県立博物館に分散収蔵された。蔵書は東京大学や天理大学などに納められている。

### 人骨の返還問題
清野が主に大日本帝国の植民地（外地）であった地域からコレクションした人骨は、約1500体にのぼる。アイヌ民族の子供の遺骨を無断で墓から掘り出しているなど、倫理的な問題が指摘されており、清野に祖先の人骨をコレクションされた沖縄やアイヌの人らが、京大に返還を求めている。
他人の古文書を勝手にコレクションするだけでなく、墓を荒らして遺骨も勝手にコレクションするような清野が、当時の高名な学者でありえた背景として、清野は「外地」の人間と「内地」の日本人が同一の祖先であるという「日本原人」説を唱えており、これが大日本帝国が「外地」にまで領土を拡張する理由付けに都合が良かったと考えられている。
同じくアイヌ民族の人骨をコレクションしていた北海道大は、2012年以降に遺骨を返還する動きを見せるなど和解の方向に進んでいるのに対し、京大の清野コレクションの遺骨に関しては2018年現在も返還されておらず、むしろ京大側が証拠隠滅に動くなどの動きがあり、琉球新報などの沖縄のメディアや地元の京都新聞などからも批判されている。
遺骨は少なくとも2004年まで京都大学に保管されていたことが判明している。2018年3月、奄美地方の研究者らが京大に遺骨返還を求める要望書を送ったが、回答は得られなかった。その後、2018年11月に「清野蒐集」と書かれた遺骨保管箱の蓋とみられるものが京大ごみ集積所に捨てられているのを京都大学の学生が発見したが、遺骨のありかは不明となっている。

## 親族
- 祖父・清野一学 ‐ 医師。清野家は1666年に先祖の清三郎兵衛が駿河国富士郡上野郷で眼科医を始めて以降、同地にて代々医業を継ぐ。一学は芳野金陵に学び、沼津で開業。[18]
- 父・清野勇（1848年生） ‐ 一学の長男。医師。戸塚文海に師事して医学を修めたのち、大学東校に入学し東京大学医学部より医学士を得たのち中央衛生会、衛生局を経て岡山県医学校長、同病院長、第三高等中学校医学部教諭、大阪医学校長などを務めた。[18]
- 叔父・清野勉（1853－1904） ‐ 父の弟。哲学者。藩士の子弟に限られていた沼津兵学校に平民出身者として例外的に入学を許可され、同校資業生(学力試験によって選抜された正式な生徒)として上京し、中村正直らに学んだのち、海軍兵学校や哲学館で教鞭をとった。カント研究家として著名。[19]
- 母・れん（1862年生） ‐ 沼津藩士・桜井教孝の三女。弟に桜井鉄太郎 (官僚)。[20][21]
- 妻の冨美は安場末喜の娘[22]。平野義太郎は妻の妹の夫[3]。妻の兄弟には貴族院議員の安場保健、村田保定などがおり、後藤新平、佐野学らとは親戚。
- 義弟(謙次の妹たちの夫)に、有楽座などの重役を務めた実業家・福島行信、医師の高安道成（高安国世の父）、石原近義の長男で日本女子大学教授の石原助熊、赤星鉄馬がいる[22][23][24]。

## 註
1. 1 2 3 4 5 6 7 8 9  京大病理学教室史における731部隊の背景 杉山 武、15年戦争と日本の医学医療研究会会誌、第10巻・第11号、2009年10月
2. 1 2 3 4 5 6 7 8 9  『蒐書家・業界・業界人』反町茂雄、八木書店, 1979、「隠れた大蔵書家　清野謙次博士」p96-102
3. 1 2 3 4 5  京大展望/来間恭氏の批判の批判 田村徳治、大阪毎日新聞 1931.5.11-1931.7.28 (昭和6)
4. 1 2  日本帝国医療年表池田光穂ウェブページ
5. ↑  熊本県における無らい運動と医学者の責任 - 熊本県
6. ↑  さまよえる遺骨たち　アイヌ墓地発掘の現在 - 北大開示文書研究会　2011年6月10日
7. ↑  ビュフォンの博物誌 静脩 : 京都大学附属図書館報. 38 (1) (139) (京都大学, 2001-05-31)
8. ↑  真相記者 1950年11月号。
9. ↑  1956年 清野謙次先生記念論文集刊行会編 p.658 石井四郎発言から。
10. ↑  関ヶ原合戦後に斬られた石田三成。その遺骨から判明した衝撃的な事実とは渡辺大門、Yahooニュース、2021/5/15
11. ↑  当時の報道によると、その総額は二百万円程度であったという。
12. ↑  辞任する直前に病死している。※現在でも精神病理学の実例としてこの事件が名前を伏せて取り上げられることがある。
13. ↑  官報 1944年7月7日 一〇三頁
14. ↑  「軍学共同の道 - （１０）遺骨８７体未返還、尊厳無視　＜医の倫理根源　京大の収集＞」『京都新聞』2018年1月20日。オリジナルの2019年10月9日時点におけるアーカイブ。2024年4月16日閲覧。
15. ↑  ただし、人骨収集のために先住民の墓地を発掘する行為は清野に特異なものではなく、小金井良精、児玉作左衛門、金関丈夫なども同様の行為を行っている。
16. ↑  「軍学共同の道 - （１２） 「学問のため」帝国と同化　＜京大が持ち去った人骨＞」『京都新聞』2018年1月21日。オリジナルの2019年10月9日時点におけるアーカイブ。2024年4月16日閲覧。
17. ↑  遺骨保管箱のふたか　京大ごみ集積所でみつかる　「喜界村」などと記載 - 琉球新報
18. 1 2  清野勇君之伝『岳陽名士伝』山田万作、明24.10
19. ↑  清野勉コトバンク
20. ↑  清野勇『人事興信録』第4版 [大正4(1915)年1月]
21. ↑  桜井鉄太郎『人事興信録』第8版、昭和3(1928)年
22. 1 2  清野謙次『人事興信録. 10版(昭和9年) 上卷』
23. ↑  福島行信 (男性)『人事興信録』データベース第4版 [大正4(1915)年1月] 名古屋大学
24. ↑  石原助熊『人事興信録. 10版(昭和9年) 上卷』